# Eduard Wolpers
Eduard Wolpers (* 24. August 1900 in Hannover; † 23. November 1976), auch „Edu“ gerufen,  war ein deutscher Fußballspieler.

## Karriere

### Vereine
Wolpers gehörte von 1919 bis 1926 und von 1927 bis 1940 dem SV Arminia Hannover an und spielte in der Saison 1926/27 für den Hamburger SV. Während seiner Vereinszugehörigkeit zum SV Arminia Hannover – dessen Mannschaftskapitän er lange Zeit gewesen ist – bzw. zum Hamburger SV, kam er bis Saisonende 1932/33 in den vom Norddeutschen Fußball-Verband organisierten Meisterschaften zum Einsatz. Ab der Saison 1920/21 bestritt er seine Punktspiele in einer der regional höchsten Spielklassen, in der Südkreisliga, ab der Saison 1924/25 in der Oberliga Südhannover-Braunschweig, die ab der Saison 1929/30 in Oberliga Südhannover-Braunschweig umbenannt wurde. Aufgrund der regionalen Meisterschaften, die er mit seinen beiden Vereinen gewann, nahm er mit diesen an den Endrundenspielen um die Deutsche Meisterschaft teil und bestritt insgesamt sechs Spiele, in denen ihm zwei Tore gelangen. Sein Debüt – mit einem Tor gekrönt – gab er am 16. Mai 1920 bei der 1:2-Niederlage n. V. im heimischen Viertelfinalspiel gegen den Stettiner FC Titania. In der ab der Saison 1933/34 eingeführten Gauliga Nordmark als eine von zunächst 16, später auf 23 aufgestockten Gauligen während der Zeit des Nationalsozialismus als einheitlich höchste Spielklasse im Deutschen Reich war er mit seiner Mannschaft allerdings nicht vertreten.

### Auswahl-/Nationalmannschaft
Für die A-Nationalmannschaft kam er einzig am 12. Dezember 1926 zu einem Länderspieleinsatz. Das in München ausgetragene Spiel gegen die Schweizer Nationalmannschaft wurde mit 2:3 verloren. Zudem nahm er als Spieler der Auswahlmannschaft des Norddeutschen Fußball-Verbandes am Wettbewerb um den Bundespokal, ein im Pokalmodus ausgetragener Wettbewerb der Auswahlmannschaften der Regionalverbände des Deutschen Fußball-Bundes, teil. Er erreichte mit dieser das im Jahr 1932 in Leipzig ausgetragene Finale. Beim 2:1-Sieg über die Auswahlmannschaft des Süddeutschen Fußball-Verbandes erzielte er beide Tore.

## Erfolge
- Bezirksmeister Groß-Hamburg 1927
- Südkreismeister 1922
- Norddeutscher Meister 1920
- Bezirksmeister Südhannover-Braunschweig 1926, 1931, 1932, 1933